# Pajacuarán
Pajacuarán è una municipalità dello stato di Michoacán, nel Messico centrale, il cui capoluogo è la località omonima.
La municipalità conta 19.450 abitanti (2010) e ha un'estensione di 170,58 km². 	
Il nome della località significa in lingua nahuatl luogo dove abbondano i funghi.